# Logistics Mexico
Logistics Mexico es una compañía mexicana, con sede en Tolcayuca Hidalgo, empresa que constituye sus unidades de negocio en áreas como son; Logística, Transporte, Almacenaje y Distribución. Su origen data desde 2010 cuando se constituye como una sociedad en completa operación.

## Orígenes
Esta empresa se fundó en la Ciudad de México en 2010 como una empresa familiar, en la actualidad es un importante operador logístico de México.

## Rediseño
A principios del 2012 la empresa realiza un cambio corporativo, se hizo mediante la estructuración, diseño e implementación de una planeación logística, impulsados por proyectos como la plataforma logística (platah) impulsada por el Gobierno del Estado de Hidalgo en favor de la industria.

## Ubicación
Actualmente esta empresa se localiza en Tolcayuca, un municipio al sur de Estado de Hidalgo, zona que tiene una ubicación privilegiada al encontrarse sobre el Meridiano 98 oeste de Greenwich, con acceso a la Carretera México – Pachuca, Circuito Exterior Mexiquense y Autopista Arco Norte que conecta las principales carreteras del Centro, Norte, Sur, Oriente y Occidente.

## Conectividad
Distancia de Tolcayuca con Principales Puertos.
- Lázaro Cárdenas, Mich - 613 km - 380 Millas
- Veracruz, Ver - 378 km - 243 Millas
- Manzanillo, Colima - 756 km  - 469 Millas
- Tampico, Tamp - 894 km  - 55 Millas
- Tuxpan, Ver 281 km - 174 Millas

Distancia de Tolcayuca con Principales Ciudades
- Ciudad de México - 74 km - 45 Millas - 1:00 Hrs
- Puebla - 148 km - 91 Millas  - 1:40 Hrs
- Toluca  - 155 km  - 96 Millas  - 1:56 Hrs
- Querétaro - 206 km - 128 Millas - 02:06 Hrs
- Guanajuanto - 316 km - 196 Millas - 3:52 Hrs

Distancia de Tolcayuca con Ciudades Fronterizas
- Ciudad Juárez, Chih - 1785 km - 1109 Millas - 19:00 Hrs
- Nuevo Laredo, Tamp - 1106 km - 687 Millas  - 11:40 Hrs